# Ziziphus fungii
Ziziphus fungii är en brakvedsväxtart som beskrevs av Elmer Drew Merrill. Ziziphus fungii ingår i släktet Ziziphus och familjen brakvedsväxter. Inga underarter finns listade i Catalogue of Life.